# Lasioglossum parvulum
De Lasioglossum parvulum (tên tiếng Anh: kleine groefbij) là một loài Hymenoptera trong họ Halictidae. Loài này được Schenck mô tả khoa học năm 1853.